# Kosivská Poljana
Kosivská Poljana, česky Kosovská Poljana (ukrajinsky Косівська Поляна, rusky Косовская Поляна, maďarsky Kaszómező) je obec ve velkobočkovské venkovské komunitě, v okrese Rachov, v Zakarpatské oblasti Ukrajiny. V roce 2025 zde žilo 4222 obyvatel.
Na severovýchodním okraji obce v traktu Rosolovo je hydrologická přírodní památka – pramen č. 8 „Andrejkovo“. Rozloha je 0,5 hektaru. Vyvěrá zde uhličitá, hydrogenuhličitano-sodno-vápenatá voda, celková mineralizace — 0,2-3,8 g/l. (mikroprvky: mangan, kyselina metaboritá). Voda je vhodná k léčbě onemocnění trávicích orgánů.
Severně od obce je ichtyologická rezervace Kisva.

## Historie

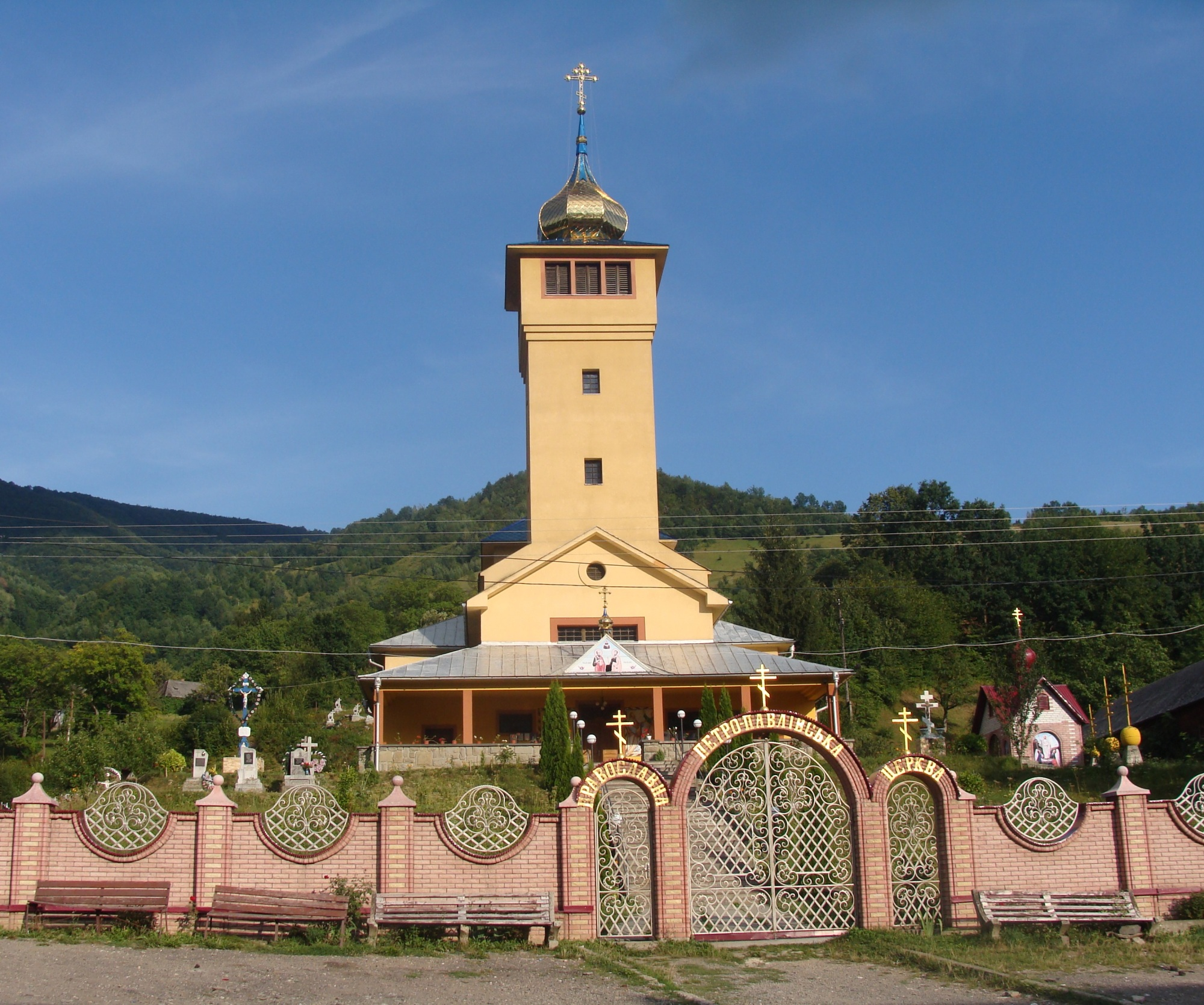
Chrám sv. Petra a Pavla z roku 1938

První písemná zmínka o obci pochází z roku 1361. Podle lidových pověstí sem první osadníci přišli z Kosiva, což se odráží i v názvu obce. Na konci 18. století se nedaleko Kosivské Poljany těžila železná ruda, která se tavila v železárnách v Kobylecké Poljaně. Do roku 1918 obec byla součástí Uherska. Za první československé republiky, do které obec v rámci Podkarpatské Rusi spadala, byla obec vedena pod názvem Kosovská Poljana; byla zde četnická stanice. Po příchodu Rudé armády (16. října 1944) bylo 78 obyvatel odvedeno do armády, 7 z nich bylo vyznamenáno, 25 zemřelo na frontě. V obci je postaven pomník padlým ve druhé světové válce.